# Senhime
Senhime o Lady Sen (千姫?) (26 de mayo, de 1597-11 de marzo, de 1666) fue la hija mayor del shogun Tokugawa Hidetada y su esposa Oeyo. Nació durante el período Sengoku de la historia de Japón. Su abuelo paterno fue el fundador del shogunato Tokugawa, Tokugawa Ieyasu; su abuelo materno fue Azai Nagamasa; su abuela fue Oichi, cuyo hermano fue Oda Nobunaga. Cuando tenía seis o siete años, su abuelo la casó con Toyotomi Hideyori, quien era el hijo de Toyotomi Hideyoshi.

## Biografía

### Primeros años
En 1603, cuando Senhime tenía siete años de edad, se casó con el sucesor del clan Toyotomi, Toyotomi Hideyori y vivió con él en el Castillo de Osaka, junto con su suegra, Yodogimi, que era a su vez hermana de la madre de Senhime. Se sabe muy poco acerca de su vida juntos, pero no duró mucho debido a que su abuelo, Ieyasu, sitió el castillo en 1615, cuando ella tenía diecinueve años de edad. Cuando el castillo cayó, Hideyori fue obligado a suicidarse junto a su madre y el hijo que había tenido con Senhime. Senhime fue más afortunada y fue rescatada del castillo antes de su caída.

### Casamiento con Tadatoki
En 1616, Ieyasu volvió a casar a Senhime con Honda Tadatoki, un nieto de Honda Tadakatsu, y pocos años más tarde se mudó a Himeji.
Una leyenda cuenta que un tal Sakazaki Naomori planeó secuestrar a Senhime antes de este nuevo casamiento, para casarse con ella. De alguna manera este plan se conoció y Naomori fue ejecutado o forzado a suicidarse. Por mucho tiempo se creyó que fue Naomori quien la rescató del castillo de Osaka, creyendo en las palabras de Tokugawa Ieyasu que la daría en matrimonio a quien pudiera rescatarla, aunque recientemente esto se ha puesto en duda. Hay historias que indican que Senhime se negó a casarse con Naomori, cuyo rostro se había quemado durante su rescate, y en cambio prefirió al más agraciado Tadatoki.
Senhime y Tadatoki tuvieron dos hijos: una hija, Katsuhime (勝姫?), y un hijo, Kōchiyo (幸千代?). Su hijo murió a los tres años de edad, y cinco años más tarde, en 1626, su esposo murió de tuberculosis. Su suegra y su madre (conocida entonces como Sūgen'in) murieron ese mismo año. De acuerdo a la tradición, Senhime se cortó su cabello al enviudar y se hizo monja budista, tomando el nombre de Tenjuin (天樹院?), volvió a Edo y pasó allí el resto de su vida.

## Impacto en la cultura

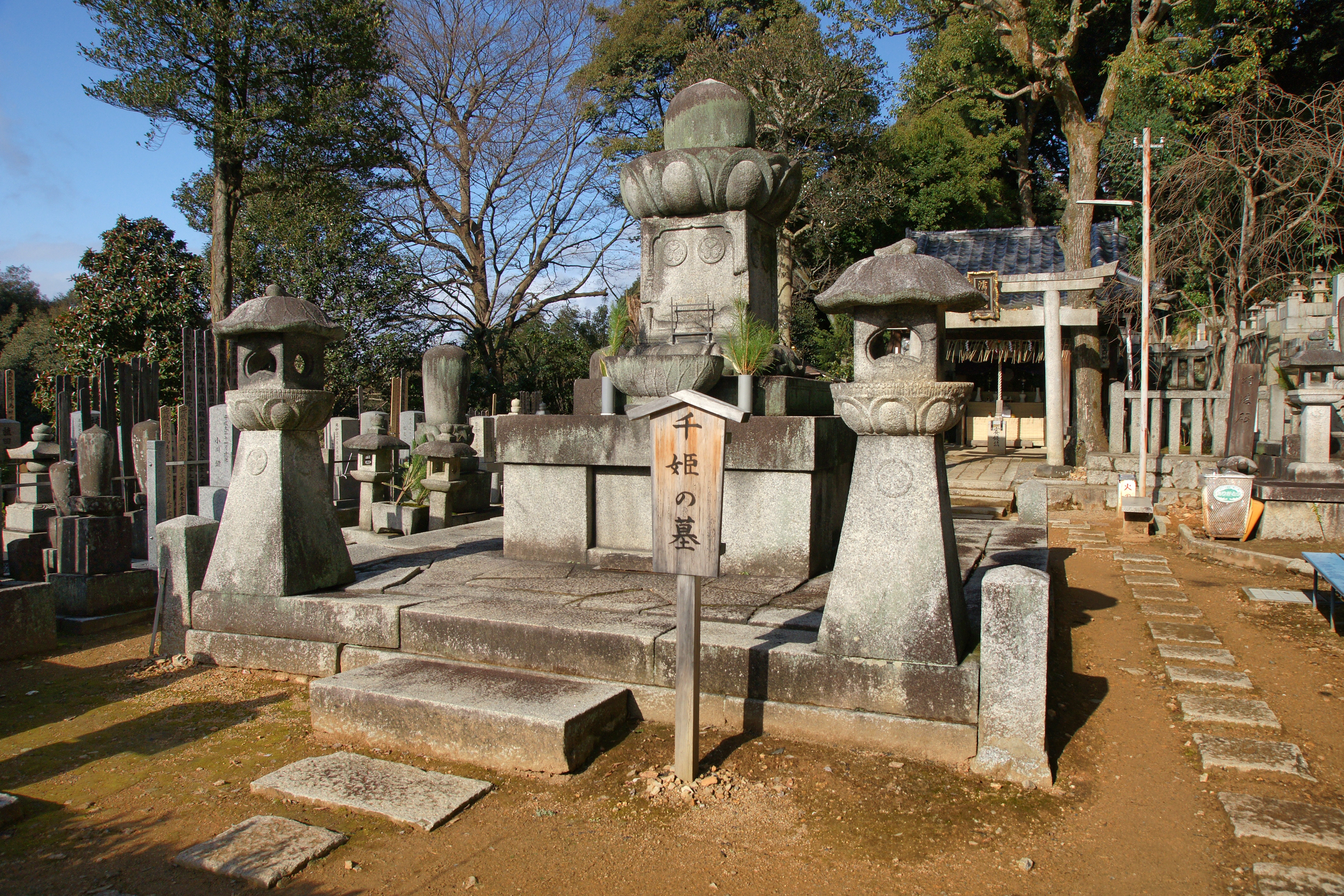
Tumba de Senhime en Chion-in, Kyōto.

La vida dramática de Senhime produjo una cantidad de leyendas. Algunas de ellas hablan de su nobleza, por ejemplo, cómo salvo a una hija de su esposo Hideyori y otra esposa durante el sitio de Osaka. Otra la retratan como lujuriosa, durante sus últimos años en Edo.
Actualmente, Senhime aparece en numerosos dramas históricos en Japón.
Senhime es también una figura muy querida en Himeji. Poco después de su casamiento con Honda Tadatoki, se mudaron al castillo de Himeji, en la actualidad considerado un sitio de valor patrimonial cuya ala occidental fue construida en aquella época. La mayor parte del ala occidental no existe en la actualidad, excepto una torre llamada keshō yagura donde se cree que ella se acicalaba.
Senhime aparece en el guion del videojuego Kessen. En la escena final, se lamenta frente a Ieyasu acerca de la tragedia de la guerra y la muerte de Hideyori. Ieyasu la consuela y le dice que el pueblo japonés vivirá nuevamente en paz y elogia a Hideyori por cumplir su deber como samurái al llevar a cabo el seppuku.
Senhime también aparece en una película de 1962 Senhime to Hideyori, protagonizada por Hibari Misora como Senhime. La película comienza con el sitio y la caída del castillo de Osaka y cuenta la historia de Senhime en los años posteriores a la muerte de Hideyori hasta su confinamiento en un templo budista. Una película más precisa en términos históricos acerca de Senhime y el sitio de Osaka apareció a mediados de los 50, titulada Princesa Senhime, con Machiko Kyo en el rol protagónico.
Senhime aparece en la novela histórica de 1955 Yodo-dono nikki de Yasushi Inoue.

## Literatura
- Motoo, Hinago (1986). Japanese Castles. Tokio: Kodansha. pp. 111-114. ISBN 0-87011-766-1.

## Árbol familiar
|  |  |                   |                   |                   |                   |                   |                   |  |  |         |         |         |         |               |               |               |               |               |               |        |        |        |        |       |       |           |           |           |           |                   |                   |                   |                   |                    |                    |                    |                    |                    |                    |  |  |     |     |     |     |     |     |  |  |
|  |  |                   |                   |                   |                   |                   |                   |  |  |         |         |         |         |               |               |               |               |               |               |        |        |        |        |       |       |           |           |           |           |                   |                   |                   |                   |                    |                    |                    |                    |                    |                    |  |  |     |     |     |     |     |     |  |  |
|  |  | Tokugawa Ieyasu   | Tokugawa Ieyasu   | Tokugawa Ieyasu   | Tokugawa Ieyasu   | Tokugawa Ieyasu   | Tokugawa Ieyasu   |  |  |         |         |         |         | Azai Nagamasa | Azai Nagamasa | Azai Nagamasa | Azai Nagamasa | Azai Nagamasa | Azai Nagamasa |        |        | Oichi  | Oichi  | Oichi | Oichi | Oichi     | Oichi     |           |           | Oda Nobunaga      | Oda Nobunaga      | Oda Nobunaga      | Oda Nobunaga      | Oda Nobunaga       | Oda Nobunaga       |                    |                    |                    |                    |  |  |     |     |     |     |     |     |  |  |
|  |  | Tokugawa Ieyasu   | Tokugawa Ieyasu   | Tokugawa Ieyasu   | Tokugawa Ieyasu   | Tokugawa Ieyasu   | Tokugawa Ieyasu   |  |  |         |         |         |         | Azai Nagamasa | Azai Nagamasa | Azai Nagamasa | Azai Nagamasa | Azai Nagamasa | Azai Nagamasa |        |        | Oichi  | Oichi  | Oichi | Oichi | Oichi     | Oichi     |           |           | Oda Nobunaga      | Oda Nobunaga      | Oda Nobunaga      | Oda Nobunaga      | Oda Nobunaga       | Oda Nobunaga       |                    |                    |                    |                    |  |  |     |     |     |     |     |     |  |  |
|  |  |                   |                   |                   |                   |                   |                   |  |  |         |         |         |         |               |               |               |               |               |               |        |        |        |        |       |       |           |           |           |           |                   |                   |                   |                   |                    |                    |                    |                    |                    |                    |  |  |     |     |     |     |     |     |  |  |
|  |  |                   |                   |                   |                   |                   |                   |  |  |         |         |         |         |               |               |               |               |               |               |        |        |        |        |       |       |           |           |           |           |                   |                   |                   |                   |                    |                    |                    |                    |                    |                    |  |  |     |     |     |     |     |     |  |  |
|  |  | Tokugawa Hidetada | Tokugawa Hidetada | Tokugawa Hidetada | Tokugawa Hidetada | Tokugawa Hidetada | Tokugawa Hidetada |  |  | Oeyo    | Oeyo    | Oeyo    | Oeyo    | Oeyo          | Oeyo          |               |               | Ohatsu        | Ohatsu        | Ohatsu | Ohatsu | Ohatsu | Ohatsu |       |       | Yodo-dono | Yodo-dono | Yodo-dono | Yodo-dono | Yodo-dono         | Yodo-dono         |                   |                   | Toyotomi Hideyoshi | Toyotomi Hideyoshi | Toyotomi Hideyoshi | Toyotomi Hideyoshi | Toyotomi Hideyoshi | Toyotomi Hideyoshi |  |  | One | One | One | One | One | One |  |  |
|  |  | Tokugawa Hidetada | Tokugawa Hidetada | Tokugawa Hidetada | Tokugawa Hidetada | Tokugawa Hidetada | Tokugawa Hidetada |  |  | Oeyo    | Oeyo    | Oeyo    | Oeyo    | Oeyo          | Oeyo          |               |               | Ohatsu        | Ohatsu        | Ohatsu | Ohatsu | Ohatsu | Ohatsu |       |       | Yodo-dono | Yodo-dono | Yodo-dono | Yodo-dono | Yodo-dono         | Yodo-dono         |                   |                   | Toyotomi Hideyoshi | Toyotomi Hideyoshi | Toyotomi Hideyoshi | Toyotomi Hideyoshi | Toyotomi Hideyoshi | Toyotomi Hideyoshi |  |  | One | One | One | One | One | One |  |  |
|  |  |                   |                   |                   |                   |                   |                   |  |  |         |         |         |         |               |               |               |               |               |               |        |        |        |        |       |       |           |           |           |           |                   |                   |                   |                   |                    |                    |                    |                    |                    |                    |  |  |     |     |     |     |     |     |  |  |
|  |  |                   |                   |                   |                   |                   |                   |  |  |         |         |         |         |               |               |               |               |               |               |        |        |        |        |       |       |           |           |           |           |                   |                   |                   |                   |                    |                    |                    |                    |                    |                    |  |  |     |     |     |     |     |     |  |  |
|  |  | Tokugawa Iemitsu  | Tokugawa Iemitsu  | Tokugawa Iemitsu  | Tokugawa Iemitsu  | Tokugawa Iemitsu  | Tokugawa Iemitsu  |  |  | Senhime | Senhime | Senhime | Senhime | Senhime       | Senhime       |               |               |               |               |        |        |        |        |       |       |           |           |           |           | Toyotomi Hideyori | Toyotomi Hideyori | Toyotomi Hideyori | Toyotomi Hideyori | Toyotomi Hideyori  | Toyotomi Hideyori  |                    |                    |                    |                    |  |  |     |     |     |     |     |     |  |  |
|  |  | Tokugawa Iemitsu  | Tokugawa Iemitsu  | Tokugawa Iemitsu  | Tokugawa Iemitsu  | Tokugawa Iemitsu  | Tokugawa Iemitsu  |  |  | Senhime | Senhime | Senhime | Senhime | Senhime       | Senhime       |               |               |               |               |        |        |        |        |       |       |           |           |           |           | Toyotomi Hideyori | Toyotomi Hideyori | Toyotomi Hideyori | Toyotomi Hideyori | Toyotomi Hideyori  | Toyotomi Hideyori  |                    |                    |                    |                    |  |  |     |     |     |     |     |     |  |  |